# Vrikshasana

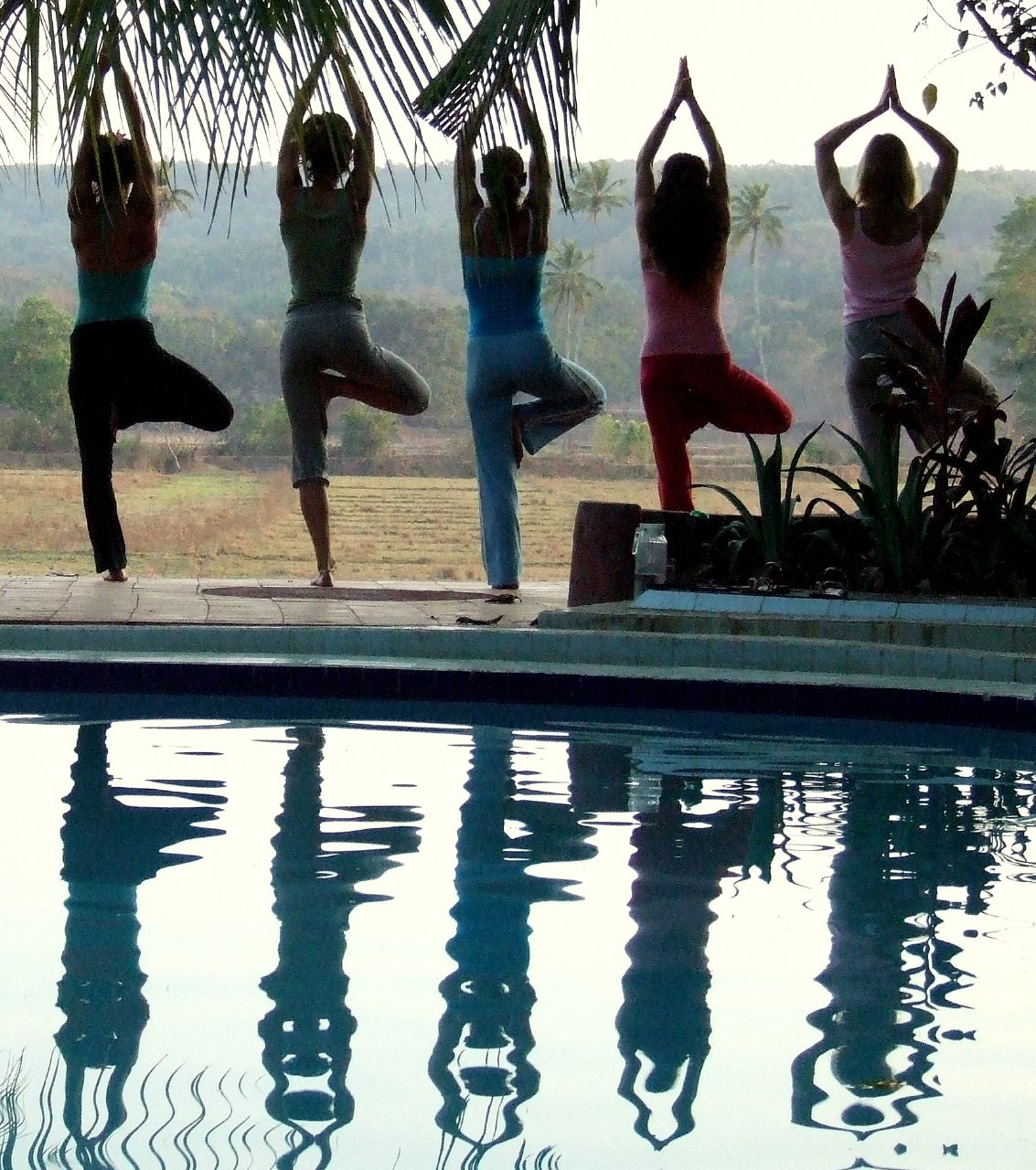
Vrikshasana

Vrikshasana (Sanskrit वृक्षासन, IAST vṛkṣāsana), deutsch Baum, ist eine klassische Übung des Yoga und eine der 84 Hauptübungen des Hatha Yoga. Sie gehört in die Kategorie der stehenden Gleichgewichtsstellungen. Der Sanskritname bildet sich aus den Wörtern vṛkṣa „Baum“ und āsana „Sitz“ oder „Körperhaltung“. In manchen Yogastilen wird die Stellung auch mit dem Namen Tadasana bezeichnet; tada heißt übersetzt „Berg“.

## Geschichtliches

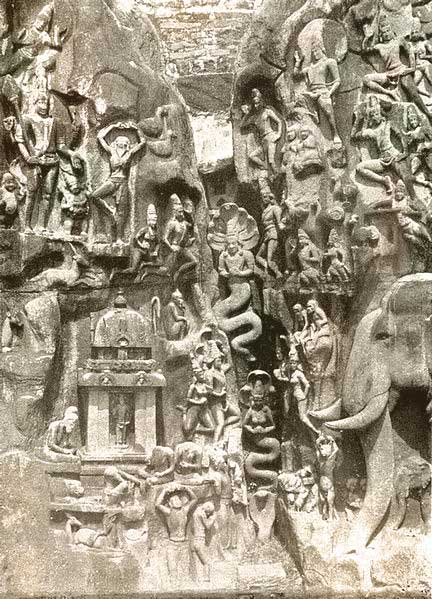
Detail des Monuments „Abfahrt des Ganges“ in Mahabalipuram

Die Asana ist offenbar auch Teil der aus dem 7. Jahrhundert stammenden Skulptur „Abfahrt des Ganges“ im Tempelbezirk von Mahabalipuram, das zum Weltkulturerbe der UNESCO gehört. Dies weist darauf hin, dass bereits zu jener Zeit eine Pose bekannt war, die deutlich an Vrikshasana erinnerte. In der traditionellen Schrift des Hatha Yoga, der Hathayogapradipika (verfasst im 14. Jhd.), ist die Stellung noch nicht erwähnt, wohingegen sie in der Gherandasamhita, einem Sanskrit-Text des 17. Jahrhunderts über Yoga, in Vers II, 36 beschrieben ist.

## Körperliche Ausführung
B. K. S. Iyengar lässt die Stellung im Stehen beginnen. Nun wird das rechte Knie angewinkelt und die Ferse an den Ansatz des linken Oberschenkels gebracht, so dass die Zehen nach unten weisen. Das Gleichgewicht wird auf dem linken Bein gehalten, die Handflächen aneinandergelegt und schließlich die Arme ausgestreckt über den Kopf geführt. Man verweilt einige Sekunden, atmet tief und verlässt die Stellung in umgekehrter Reihenfolge. Dann ist die Position ebenfalls mit der anderen Seite auszuführen.
Nach Erling Petersen, dänischer Autor und Schüler des indischen Yogi Swami Narayanananda, ist für die Formgestaltung wichtig, dass das jeweils gebeugte Knie gerade zur Seite gehalten wird, und die gestreckten Arme wirklich im Lot nach oben streben. Wenn die Beweglichkeit ausreicht, soll man das Bein zum halben Lotus in die Leistenbeuge legen.
Das Sivananda Yoga Vedanta Zentrum gibt den Hinweis, zur besseren Konzentration den Blick auf einen Punkt vor sich zu richten. Sobald die Stellung mühelos gelingt, könne man sie auch mit geschlossenen Augen üben.
Im Ananda Yoga, gegründet von Swami Kriyananda, einem direkten Schüler von Paramahansa Yogananda, heißt die Stellung „Vrikasana“. Die Hände werden über dem Kopf zusammengeführt, aber die Ellbogen bleiben angewinkelt, die Schultern entspannt.
Im Bikram Yoga trägt die Stellung den Namen „Tadasana“. Auch hier wird empfohlen, für das bessere Gleichgewicht eine Stelle vor sich zu fixieren. Im weiteren Bewegungsablauf sind die Hände aber nicht über den Kopf, sondern die Handflächen vor dem Brustbein zusammen zu führen.

## Führung der Aufmerksamkeit
Swami Kriyananda lehrt, sich die Lebendigkeit vorzustellen, die der Baum über die Blätter in sich aufnimmt, und dabei den Satz zu affirmieren: „Ich bin ruhig, ich bin gelassen.“

## Gesundheitliche Aspekte
Selvarajan Yesudian nennt Vrikshasana eine ausgezeichnete Übung, die äußeres und inneres Gleichgewicht sowie unsere Konzentrationsfähigkeit entwickle.
Erling Petersen berichtet, dass bei der Ausführung Rücken und Atemmuskulatur gestärkt werden. Dadurch fördere sie eine gute Körperhaltung und die Tiefenatmung.
Eine zweimonatige Forschung in Chennai, Indien, mit 20 depressiven Patienten hat eine Erhöhung des Selbstbewusstseins und des Selbstwerts gezeigt. „Using the values taken by the Hamilton rating scale for depression, it is proven that Vrikshasana has an effect on depression.“